# 庄文颖
庄文颖（1948年7月—），中国真菌学家。中国科学院微生物研究所研究员。生于北京，原籍北京。1975年毕业于山西农学院（现山西农业大学）农学系，1981年在中国科学院研究生院获硕士学位，1988年在美国康乃尔大学获博士学位。国际真菌学会执委会委员、《中国孢子植物志》编委会副主编，国际刊物Fungal Diversity、Mycotaxon和Phytotaxa编委。2009年当选为中国科学院院士。